# نادي مولودية البيض
| الدوري                = الرابطة الجزائرية المحترفة الأولى
| pattern_b1 = _macronhalley23cn
| pattern_la1 = _macronhalley23cn
| pattern_ra1 = _macronhalley23cn
| pattern_sh1 = 
| pattern_so1 = 
| leftarm1 = 0000FF
| body1 = 0000FF
| rightarm1 = 0000FF
| shorts1 = 87CEFA
| socks1 = 87CEFA
| pattern_la2 = _macronhalley23ws
| pattern_b2 = _macronhalley23ws
| pattern_ra2 = _macronhalley23ws
| pattern_sh2 = 
| pattern_so2 = 
| leftarm2 = FFFFFF
| body2 = FFFFFF
| rightarm2 = FFFFFF
| shorts2 = FFFFFF
| socks2 = FFFFFF
}}
نادي مولودية البيض  النادي الإسلامي لولاية البيض (في ضواحي الجزائر)  ينشط  في الرابطة الجزائرية المحترفة الأولى. تأسس سنة 1936  ، صعد إلى الرابطة المحترفة سنة 2021م بعد تصدره المجموعة وسط -غرب  ، في أول سنة له ضمن حظيرة الكبار كان من بين أربع الأوائل في الدوري الجزائري و قد ضمنَ البقاء في باقي  السنوات الأخرى إلى حد الآن  .